# Creatures
Creatures株式会社是一家日本的电子游戏开发公司，创立于1995年11月。公司由石原恆和从系井重里的公司Ape Inc.退职后创立，岩田聪也提供了协助。其现任社长为北野祐司。公司总部位于东京千代田區五番町KU大厦2楼，靠近JR東日本市谷站。公司作为寶可夢公司的主要股东之一，参与宝可梦系列的卡牌游戏、玩具与电子游戏的制作。

## 历史
Creatures, Inc.建立于1995年11月8日。
最早Creatures的总部位于东京千代田区須田町任天堂神田大厦的7樓。之后总部搬迁到东京中央區日本橋川崎定德大厦附楼的5樓。2022年10月24日，总部再次搬遷到東京千代田區九段南九段會館Terrace的9樓。
2019新年期間Creatures公司帶領員工集體參拜靖国神社並發於推特，引發中日韓一些民間爭議聲音，之後公司刪除該推特但未有更多表達。
2020年10月16日，Creatures宣布并购长期游戏开发合作伙伴Ambrella，后者成立于1996年，曾为《宝可梦》系列制作过《精灵宝可梦频道 ～和皮卡丘一起！～》、《宝可梦 冲刺》、《宝可梦乱斗》系列等衍生作品。收购完成后，Ambrella的员工和资产将被Creatures接收，公司将解散。

## 开发游戏

### 紅白機
- 地球冒險（1989，Ape時期）

### 超级任天堂
- 地球冒险2 基格的逆袭（1994，Ape時期）
- 瑪利歐超級繪圖方塊（英语：Mario's Super Picross）（1995，Ape時期，與Jupiter（英语：Jupiter Corporation）合作）

### 任天堂64
- 地球冒險64（英语：EarthBound 64）（1999，制作中止）

### Game Boy
- 瑪利歐繪圖方塊（英语：Mario's Picross）（1995，Ape時期）
- Pocket Camera（英语：Pocket Camera）（1998）

### Game Boy Color
- Pokémon Trading Card Game (video game)（英语：Pokémon Trading Card Game (video game)）（1998）
- Chee-Chai Alien（英语：Chee-Chai Alien）（2001）

### Game Boy Advance
- Machop at Work（英语：Machop at Work）（2001） E-reader
- Kingler's Day（英语：Kingler's Day）（2001） E-reader
- Nonono Puzzle Chalien（英语：Nonono Puzzle Chalien）（2004）
- 精灵宝可梦 紅寶石·藍寶石（2005）

### 任天堂DS
- PokéPark: Fishing Rally DS（英语：PokéPark: Fishing Rally DS）（2005）
- Project Hacker（英语：Project Hacker）（2005，与Red Entertainment合作）
- Pokémon Ranger（英语：Pokémon Ranger）'（2006–2007，与HAL Laboratory合作）
- 神奇寶貝保育家 風湧篇（2008）
- Personal Trainer: Walking（英语：Personal Trainer: Walking）（2008，与任天堂和Engines合作）
- 神奇寶貝保育家 光之軌跡（2010）

### Wii
- PokéPark Wii: Pikachu's Adventure（英语：PokéPark Wii: Pikachu's Adventure）（2009）
- PokéPark 2: Wonders Beyond（英语：PokéPark 2: Wonders Beyond）（2011）

### 任天堂3DS
- 名侦探皮卡丘（2016/2018）